# A Győri ETO FC labdarúgóinak listája
Ez a lista a Győri ETO FC igazolt felnőtt labdarúgóit tartalmazza, névsorrendben.

## A
| Név                        | Meccs (gól) | Évad      | Előző klub        | Következő klub    | Megjegyzés |
| -------------------------- | ----------- | --------- | ----------------- | ----------------- | ---------- |
| Sabahudin Agics            | 016 0(1)    | 1995/1996 | FK Banja Luka     | Nagykanizsa       |            |
| Jarmo Ahjupera             | 01 0(0)     | 2008/2009 | Flora Tallinn     |                   |            |
| Bati Aleksidze             | 013 0(7)    | 2008/2009 | Loko Tbiliszi     |                   |            |
| Andre de Carvalho Monteiro | 06 0(0)     | 2001/2002 | Vasas             | Kaposvár          |            |
| Jovo Aranitovics           | 05 0(0)     | 2003/2004 | Zseleznik Beograd | Zseleznik Beograd |            |
| Árgyelán János             | 015 0(2)    | 1994/1995 | Békéscsaba        | Soproni LC        |            |
| Árpási Csaba               | 02 0(0)     | 1990/1991 | saját nevelés     | Soproni LC        |            |
| Cătălin Azoiței            | 017 0(4)    | 1995/1996 | Csepel            | Pécs              |            |

## B
| Név                   | Meccs (gól) | Évad                 | Előző klub      | Következő klub | Megjegyzés |
| --------------------- | ----------- | -------------------- | --------------- | -------------- | ---------- |
| Alekszandar Bajevszki | 028 0(7)    | 2002/2003-2003/2004  | OFK Beograd     | Siófok         |            |
| Baji Tamás            | 06 0(0)     | 1997/1998-1998/1999  | Békéscsaba      | Békés          |            |
| Bajúsz Endre          | 052 0(1)    | 1999/2000-2001/2002- | FK Novi Sad     | Szolnoki MÁV   |            |
| Bajzát Péter          | 091 (58)    | 2005/2006-           | RW Oberhausen   |                |            |
| Balás Gergely         | 08 0(0)     | 2003/2004-2004/2005  | Nyíregyháza     | Havreither     |            |
| Balázs Zsolt          | 09 0(0)     | 1988/1989-1989/1990  | ?               | ?              |            |
| Dumitru Balea         | 07 0(0)     | 1996/1997            | Braila          | ?              |            |
| Balla Mihály          | 064 (11)    | 1998/1999-2001/2002  | Kecskemét       | Szolnok        |            |
| Balogh Tamás          | 025 0(0)    | 1996/1997            | FTC             | Dunaferr       |            |
| Bank István           | 068 0(1)    | 2005/2006-           | Kaposvár        |                |            |
| Baranyai Tibor        | 011 0(1)    | 2002/2003            | Siófok          | Vasas          |            |
| Bartus József         | 08 0(2)     | 1988/1989            | ?               | ?              |            |
| Baumgartner Attila    | 123 (15)    | 1998/1999-2002/2003  | Haladás         | Matáv Sopron   |            |
| Belanszky Attila      | 011 0(3)    | 1992/1993            | Pécs            | ?              |            |
| Berde István          | 01 0(0)     | 2008/2009-           | saját nevelés   |                |            |
| Berta Péter           | 08 0(0)     | 1990/1991-1991/1992  | saját nevelés   | ?              |            |
| Mário Bicák           | 020 0(2)    | 2008/2009-           | MFK Košice      |                |            |
| Bimbó Tamás           | 032 0(0)    | 1991/1992-1992/1993  | Veszprém        | Siófok         |            |
| Ciprian Binder        | 09 0(0)     | 2004/2005            | Diósgyőr        | Diósgyőr       |            |
| Bíró Béla             | 05 0(0)     | 1990/1991-1995/1996  | ASA Târgu Mureş | Soproni LC     |            |
| Bíró Imre             | 014 0(1)    | 1990/1991            | ASA Târgu Mureş | Soproni LC     |            |
| Bodor István          | 013 0(0)    | 1997/1998            | FC Braşov       | Haladás        |            |
| Igor Bogdanović       | 014 0(5)    | 2007/2008            | Honvéd          | Debrecen       |            |
| Bognár Péter          | 023 0(0)    | 1991/1992            | Veszprém        | ?              |            |
| Bognár Zsolt          | 091 0(1)    | 1998/1999-2001/2002- | saját nevelés   | FTC            |            |
| Bordás Csaba          | 169 (12)    | 1986/1987-1995/1996  | ?               | ?              |            |
| Boros Lukács          | 064 0(0)    | 1987/1988-1990/1991  | ?               | ?              |            |
| Böjte Attila          | 158 0(0)    | 1995/1996-2003/2004  | saját nevelés   | Újpest         |            |
| Böőr Zoltán           | 041 0(9)    | 2006/2007-           | Debrecen        |                |            |
| Brockhauser István    | 011 0(0)    | 1995/1996            | Honvéd          | RC Genk        |            |
| Bojan Brnović         | 057 (15)    | 2006/2007-           | Debrecen        |                |            |
| B. Szabó Miklós       | 021 0(0)    | 1992/1993            | ?               | BVSC           |            |
| Burcsa Győző          | 074 (32)    | 1981/1982-1983/1984  | ?               | ?              |            |
| Bücs Zsolt            | 050 0(5)    | 1988/1989-1989/1990  | ?               | Vasas          |            |

## C, Cs
| Név              | Meccs (gól) | Évad                | Előző klub    | Következő klub | Megjegyzés |
| ---------------- | ----------- | ------------------- | ------------- | -------------- | ---------- |
| Copa Arsene      | 050 (1)     | 2007/2008-          | Mangasport    |                |            |
| Csermelyi Imre   | 09 0(1)     | 2006/2007-          | saját nevelés |                |            |
| Czanik Károly    | 017 0(0)    | 2005/2006-2006/2007 | ?             | Integrál DAC   |            |
| Csiszár Ákos     | 051 (10)    | 1998/1999-1999/2000 | BVSC          | FTC            |            |
| Csató Sándor     | 084 0(8)    | 1996/1997-1998/1999 | Békéscsaba    | Videoton       |            |
| Csató János      | 039 0(2)    | 1990/1991           | Békéscsaba    | Tiszakécske    |            |
| Cseke István     | 039 0(2)    | 1995/1996-1997/1998 | Kispest       | Kispest        |            |
| Csaban Szergej   | 08 0(0)     | 1995/1996           | Pécs          | ?              |            |
| Chiratcu Petre   | 05 0(1)     | 1991/1992           | ?             | Soproni LC     |            |
| Csernák Péter    | 07 0(0)     | 1990/1991           | ?             | ?              |            |
| Csertői Aurél    | 130 (30)    | 1990/1991-1994/1995 | Haladás       | MTK            |            |
| Csongrádi Ferenc | 022 0(0)    | 1987/1988           | Videoton SC   | Veszprémi SE   |            |
| Csikós Lajos     | 146 0(4)    | 1985/1986-1993/1994 | ?             | ?              |            |

## D
| Név                 | Meccs (gól) | Évad                 | Előző klub                     | Következő klub   | Megjegyzés |
| ------------------- | ----------- | -------------------- | ------------------------------ | ---------------- | ---------- |
| Dorogi Attila       | 07 0(0)     | 2008-2009-           | saját nevelés                  |                  |            |
| Djordjevic Vladimir | 06 0(0)     | 2008-2009-           | CZ Beograd                     |                  |            |
| Dudás Ádám          | 024 0(2)    | 2006/2007 2007-2008- | saját nevelés Szpartak Moszkva | Szpartak Moszkva |            |
| Dienes András       | 07 0(0)     | 2001/2002            | Pécs                           | Pécs             |            |
| Dulcea Adrian       | 010 0(2)    | 2001/2002            | Gloria Bistriţa                | ?                |            |
| Dumitrescu Gheorghe | 011 0(0)    | 1995/1996            | FC Rapid Bucureşti             | Târgoviște       |            |
| Demollari Sulejman  | 05 0(1)     | 1995/1996            | Panionis                       | Termolido        |            |
| Disztl Péter        | 06 0(0)     | 1994/1995            | Veszprém                       | Parmalat         |            |
| Dóka Gábor          | 02 0(0)     | 1990/1991            | ?                              | ?                |            |

## E
| Név        | Meccs (gól) | Évad                | Előző klub    | Következő klub | Megjegyzés |
| ---------- | ----------- | ------------------- | ------------- | -------------- | ---------- |
| Eugene     | 013 0(0)    | 2007/2008-2008/2009 | Siófok        | Siófok         |            |
| Erős Gábor | 024 0(2)    | 1998/1999-2002/2003 | saját nevelés | Pécs           |            |

## F
| Név             | Meccs (gól) | Évad                          | Előző klub                 | Következő klub      | Megjegyzés |
| --------------- | ----------- | ----------------------------- | -------------------------- | ------------------- | ---------- |
| Fülöp Csaba     | 01 0(0)     | 2002/2003                     | saját nevelés              | abbahagyta          |            |
| Füzi Krisztián  | 018 0(0)    | 2002/2003                     | Kispest                    | Vasas               |            |
| Filó Attila     | 01 0(0)     | 2002/2003                     | Zalaegerszeg               | Kispest             |            |
| Fodor Tibor     | 064 (16)    | 1996/1997-1998/1999           | Békéscsaba                 | Videoton            |            |
| Farkas Balázs   | 074 0(7)    | 1996/1997 2000/2001-2001/2002 | saját nevelés MOTIM TE     | Matáv Sopron Újpest |            |
| Fehér Miklós    | 062 (22)    | 1995/1996-1997/1998           | saját nevelés              | F.C. Porto          |            |
| Füzi Ákos       | 020 0(1)    | 1995/1996                     | saját nevelés              | BVSC                |            |
| Ferenczi István | 048 0(8)    | 1995/1996-1997/1998 1999/2000 | saját nevelés Zalaegerszeg | Zalaegerszeg MTK    |            |
| Farkas János    | 010 0(0)    | 1994/1995                     | Diósgyőr                   | Diósgyőr            |            |
| Földes István   | 05 0(2)     | 1993/1994                     | Videoton                   | Siófok              |            |
| Faragó István   | 020 0(2)    | 1993/1994                     | ?                          | Vasas               |            |
| Fekete Alfréd   | 08 0(0)     | 1992/1993                     | Vác                        | ?                   |            |
| Freppán György  | 035 0(5)    | 1989/1990-1990/1991           | Siófok                     | Dunaferr            |            |
| Farkas Simon    | 061 0(9)    | 1989/1990-1991/1992           | ?                          | ?                   |            |
| Fischli Róbert  | 03 0(0)     | 1985/1986                     | Csepel Sc.                 | Kazincbarcika       |            |
| Földesi Lajos   | ?           | ?                             | ?                          | ?                   |            |

## G
| Név                | Meccs (gól) | Évad                | Előző klub                       | Következő klub         | Megjegyzés |
| ------------------ | ----------- | ------------------- | -------------------------------- | ---------------------- | ---------- |
| Gál András         | 1 (0)       | 2006/2007           | saját nevelés                    | Integrál DAC           |            |
| Granát Balázs      | 24 (5)      | 2004/2005-2007/2008 | saját nevelés                    | Nyíregyháza            |            |
| Geri Tamás         | 17 (0)      | 2002/2003-2003/2004 | Újpest                           | Pápa                   |            |
| Golovics Szrdjan   | 29 (0)      | 2001/2002           | Csukaricski                      | ?                      |            |
| Gollowitzer Attila | 2 (0)       | 1999/2000           | saját nevelés                    | MOTIM TE               |            |
| Győri János        | 62 (3)      | 1999/2000-2000/2001 | Siófok                           | MTK                    |            |
| Gőgh Árpád         | 28 (1)      | 1997/1998 2001/2002 | Dunaszerdahely Slovan Bratislava | Dunaszerdahely Stadlau |            |
| Gyimesi László     | ? (?)       | 1986/1987           | Honvéd                           | Honvéd                 |            |

## H
| Név            | Meccs (gól) | Évad                                              | Előző klub           | Következő klub | Megjegyzés |
| -------------- | ----------- | ------------------------------------------------- | -------------------- | -------------- | ---------- |
| Hegedűs Tibor  | 9 (0)       | 2005/2006                                         | Nyíregyháza          | Nyíregyháza    |            |
| Hanák Viktor   | 38 (1)      | 2005/2006-2006/2007                               | Matáv Sopron         | Paks           |            |
| Horváth Róbert | 40 (3)      | 2003/2004-2005/2006                               | Haladás              | abbahagyta     |            |
| Horváth Rudolf | 6 (0)       | 2002/2003-2003/2004                               | saját nevelés        | Gyirmót        |            |
| Hucika Branko  | 15 (3)      | 2002/2003                                         | NK Cakovac           | NK Zagreb      |            |
| Hegyi Miklós   | 2 (0)       | 1999/2000                                         | saját nevelés        | MOTIM TE       |            |
| Hungler Gábor  | 7 (0)       | 1995/1996                                         | Kispest              | Kispest        |            |
| Hornyák Vendel | 1 (0)       | 1995/1996                                         | Nagykanizsa          | Soproni LC     |            |
| Hámori Ferenc  | 58 (9)      | 1994/1995-1996/1997                               | MTK                  | Vasas          |            |
| Herczeg Miklós | 126 (19)    | 1991/1992-1995/1996 1999/2000 2002/2003-2003/2004 | saját nevelés Újpest | Újpest Honvéd  |            |
| Huszár Imre    | 21 (0)      | 1990/1991                                         | ?                    | ?              |            |
| Handel György  | 94 (25)     | 1986/1987-1989/1990                               | ?                    | ?              |            |
| Horváth Róbert | 12 (0)      | 1985/1986                                         | ?                    | ?              |            |
| Horváth Zoltán | 16 (1)      | 1983/1984                                         | ?                    | ?              |            |
| Hornyák Béla   | 1 (0)       | 1981/1982                                         | ?                    | ?              |            |

## I
| Név            | Meccs (gól) | Évad                | Előző klub      | Következő klub  | Megjegyzés |
| -------------- | ----------- | ------------------- | --------------- | --------------- | ---------- |
| Imrik László   | 3 (0)       | 2003/2004           | saját nevelés   | Integrál DAC    |            |
| Iftodi Daniel  | 8 (0)       | 1995/1996           | Gloria Bistriţa | Gloria Bistriţa |            |
| Ignácz János   | 25 (1)      | 1993/1994           | ?               | Soproni LC      |            |
| Ivanics László | 49 (3)      | 1992/1993-1995/1996 | ?               | Csepel          |            |
| Inczédy Lajos  | 15 (3)      | 1985/1986           | ?               | ?               |            |

## J
| Név              | Meccs (gól) | Évad                | Előző klub      | Következő klub | Megjegyzés |
| ---------------- | ----------- | ------------------- | --------------- | -------------- | ---------- |
| Józsi György     | 53 (6)      | 2007/2008-          | Zalaegerszeg    |                |            |
| Jäkl Antal       | 159 (6)     | 2002/2003-2008/2009 | Dunaferr        | abbahagyta     |            |
| Jancetic Hrvoje  | 8 (0)       | 2002/2003-2003/2004 | NK Zagreb       | Medimurje      |            |
| Jovanovics Goran | 26 (0)      | 2002/2003-2003/2004 | FK Khimki       | ?              |            |
| Jakab Csaba      | 10 (0)      | 1995/1996           | ?               | Matáv Sopron   |            |
| Jagodics Zoltán  | 34 (4)      | 1994/1995-1995/1996 | Haladás         | Videoton       |            |
| Judik Péter      | 30 (3)      | 1983/1984-1984/1985 | Ferencvárosi TC | Újpest         |            |

## K
| Név               | Meccs (gól) | Évad                          | Előző klub       | Következő klub | Megjegyzés |
| ----------------- | ----------- | ----------------------------- | ---------------- | -------------- | ---------- |
| Kink Tarmo        | 12 (3)      | 2008/2009-                    | Levadia Tallinn  |                |            |
| Kovács Zoltán     | 14 (4)      | 2008/2009                     | Újpest           | Nagytétény     |            |
| Kiss Máté         | 8 (1)       | 2007/2008-                    | saját nevelés    |                |            |
| Koltai Tamás      | 32 (3)      | 2007/2008-                    | saját nevelés    |                |            |
| Kiss Zsolt        | 8 (0)       | 2006/2007                     | saját nevelés    | Gyirmót        |            |
| Kovács Zoltán     | 38 (1)      | 2006/2007-2008/2009           | Honvéd           | REAC           |            |
| Kalina Tibor      | 9 (2)       | 2003/2004                     | Kecskemét        | Dunaújváros    |            |
| Krass Árpád       | 8 (0)       | 2002/2003-2004/2005           | saját nevelés    | abbahagyta     |            |
| Kardos Ernő       | 1 (0)       | 2002/2003                     | FTC              | Komló          |            |
| Karabatic Jurica  | 12 (1)      | 2002/2003                     | Cakovec          | Rijeka         |            |
| Kartelo Marko     | 49 (5)      | 2002/2003-2004/2005           | Sibenik          | Sibenik        |            |
| Krejčí Marek      | 3 (0)       | 2001/2002                     | Inter Bratislava | Petržalka      |            |
| Kenesei Krisztián | 59 (32)     | 2000/2001 2004/2005-2005/2006 | MTK Guoan        | ZTE Guoan      |            |
| Károlyi Sándor    | 44 (1)      | 1999/2000-2001/2002           | saját nevelés    | FTC            |            |
| Kiser László      | 32 (1)      | 1999/2000-2000/2001           | DVTK             | DVTK           |            |
| Kövecses Tamás    | 7 (0)       | 1994/1995                     | Integrál DAC     | Csorna         |            |
| Kocsis István     | 6 (0)       | 1994/1995                     | PMFC             | Mohács         |            |
| Korsós György     | 128 (17)    | 1993/1994-1998/1999           | saját nevelés    | Sturm Graz     |            |
| Kuttor Attila     | 53 (5)      | 1993/1994-1994/1995           | Videoton         | MTK            |            |
| Keszeg István     | 11 (0)      | 1992/1993                     | Siófok           | Siófok         |            |
| Klausz László     | 58 (14)     | 1992/1993-1993/1994           | Tatabánya        | Admira Wacker  |            |
| Kiszi József      | 8 (0)       | 1992/1993                     | Tatabánya        | ?              |            |
| Korsós Attila     | 5 (0)       | 1990/1991-1991/1992           | saját nevelés    | Soproni LC     |            |
| Kiss Zsolt        | 73 (6)      | 1985/1986-1989/1990           | ?                | ?              |            |
| Kurucz Ádám       | 48 (9)      | 1983/1984-1984/1985           | ?                | ?              |            |
| Kovács László     | 100 (0)     | 1981/1982-1984/1985 1987/1988 | ?                | ?              |            |

## L
| Név               | Meccs (gól) | Évad                                                        | Előző klub                 | Következő klub                  | Megjegyzés |
| ----------------- | ----------- | ----------------------------------------------------------- | -------------------------- | ------------------------------- | ---------- |
| Lajtos Dávid      | 11 (0)      | 2005/2006-2006/2007                                         | Dunaújváros                | Integrál DAC                    |            |
| Lendvai Miklós    | 26 (0)      | 2004/2005-2005/2006                                         | Charleroi RSC              | Andráshida SC                   |            |
| Laki Balázs       | 1 (0)       | 2003/2004                                                   | saját nevelés              | Integrál DAC                    |            |
| Lahos Sándor      | 12 (0)      | 2006/2007                                                   | Haladás                    | Nyíregyháza                     |            |
| Lazar Ilie        | 31 (6)      | 1995/1996 1998/1999                                         | Gloria Bistriţa            | Gloria Bistriţa FC Tiszaújváros |            |
| Lajkovics János   | 4 (0)       | 1995/1996                                                   | Salgótarján                | Vác                             |            |
| Lantai Balázs     | 35 (0)      | 1994/1995-1995/1996                                         | Veszprém                   | FC Sopron                       |            |
| Lázár Szilveszter | 25 (0)      | 1993/1994-1994/1995                                         | Tatabánya                  | Keszthely                       |            |
| Lakos Pál         | 164 (0)     | 1991/1992-1992/1993 1995/1996-1998/1999 2001/2002-2002/2003 | saját nevelés Veszprém FTC | Veszprém FTC ?                  |            |
| Leskó László      | 4 (0)       | 1983/1984                                                   | ?                          | ?                               |            |
| Lakatos Ferenc    | 8 (0)       | 1983/1984-1984/1985                                         | ?                          | ?                               |            |

## M
| Név                | Meccs (gól) | Évad                                              | Előző klub                             | Következő klub   | Megjegyzés |
| ------------------ | ----------- | ------------------------------------------------- | -------------------------------------- | ---------------- | ---------- |
| Molnár Péter       | 1 (0)       | 2008/2009-                                        | saját nevelés                          |                  |            |
| Müller Zsolt       | 37 (1)      | 2006/2007-2007/2008                               | Pápa                                   | Integrál DAC     |            |
| Mátyus János       | 39 (4)      | 2005/2006-2006/2007                               | Admira Wacker                          | FTC              |            |
| Makra Zsolt        | 42 (0)      | 2003/2004-2005/2006                               | REAC                                   | REAC             |            |
| Milaimovic Sasa    | 1 (0)       | 2002/2003                                         | Pahang FC                              | Hamilton FC      |            |
| Majchrovics Zoltán | 3 (0)       | 2000/2001                                         | Békéscsaba                             | Orosháza FC      |            |
| Markovic Radovan   | 13 (2)      | 1999/2000                                         | FK Milicionar                          | ?                |            |
| Molnár Levente     | 93 (0)      | 1996/1997-2001/2002                               | Kecskemét                              | Kispest Honvéd   |            |
| Mracskó Mihály     | 148 (10)    | 1996/1997-2002/2003                               | Békéscsaba                             | Gyirmót SE       |            |
| Moto Adede Moke    | 16 (1)      | 1995/1996                                         | Pacos Ferreira                         | ?                |            |
| Mikóczi Krisztián  | 61 (5)      | 1992/1993-1995/1996                               | saját nevelés                          | Stadler FC       |            |
| Makkos Tamás       | 9 (0)       | 1992/1993-1993/1994                               | saját nevelés                          | Integrál DAC     |            |
| Máriási Zsolt      | 10 (1)      | 1992/1993                                         | Siófok                                 | Vasas            |            |
| Miriuta Vasile     | 97 (23)     | 1991/1992-1992/1993 1994/1995-1995/1996 2003/2004 | FC Dinamo Bucureşti FC Bourges Cottbus | FC Bourges FTC ? |            |
| Májer Lajos        | ? (?)       | 1987/1988                                         | ?                                      | ?                |            |
| Mörtel Béla        | 99 (33)     | 1987/1988-1990/1991                               | ?                                      | ?                |            |
| Melis Béla         | 43 (18)     | 1985/1986-1986/1987                               | ?                                      | ?                |            |
| Mészáros Ferenc    | 45 (0)      | 1984/1985-1985/1986                               | Sporting Farense                       | Vitoria Setubal  |            |

## N
| Név            | Meccs (gól) | Évad                           | Előző klub           | Következő klub | Megjegyzés |
| -------------- | ----------- | ------------------------------ | -------------------- | -------------- | ---------- |
| Neziri Bojan   | 2 (0)       | 2008/2009                      | FC Brussel           |                |            |
| Nikolov Balázs | 38 (3)      | 2007/2008-2008/2009            | Ham Kam              | Paksi FC       |            |
| Nyári Tibor    | 14 (1)      | 2006/2007-2007/2008 2008/2009- | Csorna SE Gyirmót SE | Gyirmót SE     |            |
| Nyilas Elek    | 22 (1)      | 2003/2004                      | Hapoel Nazaret       | Felsőpakony    |            |
| Nagy Tamás     | 28 (2)      | 2002/2003-2003/2004            | Matáv Sopron         | Tatabánya      |            |
| Németh Norbert | 58 (5)      | 2002/2003-2003/2004            | Kispest Honvéd       | MTK            |            |
| Igor Nicsenko  | 83 (24)     | 2001/2002-2004/2005            | Dunaferr             | Zakarpattye    |            |
| Nagy Kornél    | 1 (0)       | 1999/2000                      | saját nevelés        | MOTIM          |            |
| Nagy László    | 53 (6)      | 1998/1999-2000/2001            | saját nevelés        | Haladás        |            |
| Nagy Tamás     | 26 (0)      | 1987/1988                      | ?                    | ?              |            |
| Neiger Róbert  | ?           | 1940-es évek                   | –                    | –              |            |

## O
| Név                 | Meccs (gól) | Évad                                    | Előző klub              | Következő klub         | Megjegyzés |
| ------------------- | ----------- | --------------------------------------- | ----------------------- | ---------------------- | ---------- |
| Odikadze David      | 8 (0)       | 2008/2009-                              | Dinamo Tbiliszi         |                        |            |
| Oross Márton        | 55 (2)      | 1997/1998-2001/2002 2003/2004           | saját nevelés Kecskemét | Kecskemét Integrál DAC |            |
| Oprea Danut Stelian | 4 (0)       | 1995/1996                               | FC Rapid Bucureşti      | FC Oţelul Galaţi       |            |
| Ördög József        | 44 (1)      | 1985/1986 1988/1989-1992/1993 1995/1996 | saját nevelés ?         | ?                      |            |

## P
| Név              | Meccs (gól) | Évad                | Előző klub          | Következő klub | Megjegyzés |
| ---------------- | ----------- | ------------------- | ------------------- | -------------- | ---------- |
| Pilibaitis Linas | 6 (0)       | 2008/2009           | FBK Kaunas          |                |            |
| Pintér Attila    | 6 (0)       | 2008/2009           | Kaposvár            | Paksi FC       |            |
| Pákolicz Dávid   | 41 (2)      | 2006/2007-          | Kalocsa             |                |            |
| Pomper Tibor     | 22 (0)      | 2004/2005           | REAC                | Honvéd         |            |
| Pusztai Olivér   | 31 (0)      | 2004/2005-2005/2006 | MTK                 | REAC           |            |
| Priskin Tamás    | 68 (24)     | 2002/2003-2005/2006 | saját nevelés       | Watford        |            |
| Peric Darko      | 79 (8)      | 2002/2003-2005/2006 | Sibenik             | Zalaegerszeg   |            |
| Posza Zsolt      | 67 (0)      | 1999/2000-2000/2001 | Siófok              | Újpest         |            |
| Puglits Gábor    | 54 (1)      | 1995/1996-1997/1998 | Vác                 | SK Beveren     |            |
| Pető Tamás       | 20 (1)      | 1994/1995-1995/1996 | Veszprém            | Videoton       |            |
| Popescu Lucian   | 24 (10)     | 1993/1994-1994/1995 | FC Timişoara        | FC Osijek      |            |
| Pintér Attila    | 38 (4)      | 1992/1993-1994/1995 | Budapesti VSC       | Bajai LSE      |            |
| Pena Gheorghe    | 39 (12)     | 1991/1992-1992/1993 | FC Dinamo Bucureşti | Csepel SC      |            |
| Petres Tamás     | 8 (1)       | 1990/1991           | Veszprém            | FC St. Pölten  |            |
| Pecsics Tibor    | 84 (0)      | 1987/1988-1990/1991 | ?                   | ?              |            |
| Plotár Gyula     | 16 (2)      | 1991/1992           | Veszprém            | Tatabánya      |            |
| Preszeller Tamás | 132 (5)     | 1984/1985-1989/1990 | ?                   | ?              |            |

## R
| Név             | Meccs (gól) | Évad                          | Előző klub    | Következő klub | Megjegyzés |
| --------------- | ----------- | ----------------------------- | ------------- | -------------- | ---------- |
| Rozsi József    | 9 (0)       | 2006/2007                     | Dunaújváros   | PMFC           |            |
| Regedei Csaba   | 114 (1)     | 2000/2001-2006/2007-          | saját nevelés | Újpest         |            |
| Rósa Dénes      | 52 (3)      | 1998/1999-2001/2002           | Budapesti VSC | Dunaferr       |            |
| Radics Zsolt    | 70 (0)      | 1992/1993-1996/1997           | saját nevelés | Sárvár         |            |
| Rumán Tibor     | 1 (0)       | 1992/1993                     | Bajai LSE     | Stadler FC     |            |
| Ronhák Zoltán   | 1 (0)       | 1990/1991                     | ?             | ?              |            |
| Rugovics Vendel | 47 (7)      | 1985/1986 1991/1992-1993/1994 | ?             | ?              |            |
| Rubold Péter    | 95 (24)     | 1985/1986-1988/1989           | ?             | ?              |            |
| Rezi Lajos      | 61 (0)      | 1982/1983-1986/1987 1992/1993 | ?             | ?              |            |

## S
| Név                       | Meccs (gól) | Évad                                    | Előző klub           | Következő klub            | Megjegyzés |
| ------------------------- | ----------- | --------------------------------------- | -------------------- | ------------------------- | ---------- |
| Sztanisic Lazar           | 9 (0)       | 2008/2009-                              | Vardar Skopje        |                           |            |
| Sánta Attila              | 6 (0)       | 2008/2009                               | saját nevelés        |                           |            |
| Supić Zoran               | 50 (0)      | 2007/2008-                              | FK Bezanija          |                           |            |
| Somogyi Csaba             | 1 (0)       | 2005/2006                               | saját nevelés        | Integrál DAC              |            |
| Szabó Zsolt               | 35 (4)      | 2004/2005-2006/2007                     | saját nevelés        | Gyirmót SE                |            |
| Sándor György             | 23 (2)      | 2004/2005                               | Újpest               | Újpest                    |            |
| Stevanović Saša           | 144 (0)     | 2004/2005-                              | OFK Beograd          |                           |            |
| Salamon Miklós            | 14 (0)      | 2002/2003                               | Dunaferr             | Vasas                     |            |
| Székely Mihály            | 2 (0)       | 2001/2002                               | Reşiţa               | ?                         |            |
| Semeník Róbert            | 24 (5)      | 2001/2002-2002/2003                     | FK Teplice           | Dukla Banská Bystrica     |            |
| Szindjic Vojimir          | 3 (0)       | 2001/2002                               | FK Milicionar        | ?                         |            |
| Szanyó Károly             | 71 (25)     | 2000/2001-2002/2003                     | Josko Ried           | Újpest                    |            |
| Segovits Zoltán           | 2 (0)       | 1999/2000                               | saját nevelés        | MOTIM TE                  |            |
| Sebők Zsolt               | 79 (0)      | 1999/2000-2003/2004                     | saját nevelés        | Videoton                  |            |
| Sütöri Péter              | 19 (0)      | 1997/1998-2001/2002                     | saját nevelés        | Gyirmót SE                |            |
| Stark Péter               | 272 (15)    | 1996/1997-                              | saját nevelés        |                           |            |
| Szarvas János             | 106 (18)    | 1996/1997-1999/2000                     | Békéscsaba           | Pápa                      |            |
| Salagean Claudiu          | 98 (6)      | 1996/1997-1999/2000                     | FC Rapid Bucureşti   | Matáv Sopron              |            |
| Szabó Béla                | 5 (0)       | 1996/1997-1999/2000                     | Matáv Sopron         | Matáv Sopron              |            |
| Sípos Lajos               | 6 (0)       | 1992/1993                               | Oroszlány            | Százhalombatta            |            |
| Sánta László              | 35 (1)      | 1990/1991-1991/1992                     | Veszprém             | Haladás                   |            |
| Szántó Csaba              | 37 (4)      | 1990/1991-1992/1993                     | ASA Târgu Mureş      | Soproni LC                |            |
| Sziffer András            | 26 (0)      | 1989/1990-1990/1991                     | ?                    | ?                         |            |
| Sullivan Christopher      | 16 (1)      | 1989/1990 1996/1997                     | ?                    | Landskrone San José Clash |            |
| Sallói István             | 35 (8)      | 1988/1989-1989/1990                     | Videoton             | Videoton                  |            |
| Szalóky Sándor            | ? (?)       | 1986/1987                               | ?                    | ?                         |            |
| Somogyi József            | 164 (11)    | 1985/1986-1990/1991 1997/1998-1998/1999 | saját nevelés Yukong | Siófok Kfar Saba          |            |
| Sarlós András             | 15 (0)      | 1985/1986                               | ?                    | ?                         |            |
| Süle János                | 1 (0)       | 1984/1985                               | ?                    | ?                         |            |
| Stark Csaba               | 18 (2)      | 1984/1985                               | ?                    | ?                         |            |
| Szepesi (Szepessy) László | 60 (16)     | 1982/1983-1984/1985                     | ?                    | ?                         |            |
| Szentes Lázár             | 123 (62)    | 1981/1982-1985/1986                     | ?                    | ?                         |            |
| Szabó Kálmán              | ?           | 1921 – ?                                | –                    | Győri Textil              |            |

## T
| Név           | Meccs (gól) | Évad                | Előző klub     | Következő klub | Megjegyzés |
| ------------- | ----------- | ------------------- | -------------- | -------------- | ---------- |
| Tóth Máté     | 1 (0)       | 2008/2009-          | FC Empoli      |                |            |
| Tóth Gábor    | 1 (0)       | 2006/2007           | saját nevelés  | Petőháza       |            |
| Tokody Tibor  | 66 (9)      | 2006/2007-          | Wuppertaler SV |                |            |
| Tóth Péter    | 61 (3)      | 2004/2005-2006/2007 | Haladás        | Haladás        |            |
| Tamási Gábor  | 1 (0)       | 2001/2002           | saját nevelés  | Integrál-DAC   |            |
| Tereny Gyula  | 7 (1)       | 1999/2000-2000/2001 | saját nevelés  | Tatai HAC      |            |
| Tóth Miklós   | 12 (1)      | 1994/1995           | Keszthely      | Siófok         |            |
| Tóth Lajos    | 70 (7)      | 1990/1991-1992/1993 | Debrecen       | Siófok         |            |
| Tamás László  | 1 (0)       | 1983/1984           | ?              | ?              |            |
| Turbék István | 139 (4)     | 1982/1983-1989/1990 | ?              | ?              |            |

## U
| Név            | Meccs (gól) | Évad                | Előző klub                  | Következő klub                | Megjegyzés |
| -------------- | ----------- | ------------------- | --------------------------- | ----------------------------- | ---------- |
| Urban Rudolf   | 2 (0)       | 2007/2008           | Inter Bratislava            | MFK Košice                    |            |
| Urbán Flórián  | 40 (12)     | 1991/1992 1995/1996 | Budapesti Volán KV Mechelen | Zulte Waregem Germinal Ekeren |            |
| Urbányi István | 58 (2)      | 1988/1989-1989/1990 | Honvéd                      | Honvéd                        |            |
| Udvardi Tamás  | 32 (0)      | 1987/1988-1990/1991 | ?                           | ?                             |            |
| Ulbert Tibor   | 55(0)       | 1985/1986-1987/1988 | ?                           | ?                             |            |

## V
| Név                   | Meccs (gól) | Évad                          | Előző klub            | Következő klub          | Megjegyzés |
| --------------------- | ----------- | ----------------------------- | --------------------- | ----------------------- | ---------- |
| Varga Zoltán          | 4 (0)       | 2007/2008-2008/2009           | ZTE                   | ?                       |            |
| Varga László          | 5 (1)       | 2007/2008-                    | saját nevelés         |                         |            |
| Völgyi Dániel         | 48 (6)      | 2007/2008-                    | Újpest                |                         |            |
| Virágh Aladár         | 16 (1)      | 2006/2007                     | Nyíregyháza           | REAC                    |            |
| Varga Róbert          | 32 (1)      | 2005/2006-2007/2008           | saját nevelés         | ZTE                     |            |
| Vincze Ottó           | 58 (18)     | 2004/2005-2006/2007           | ZTE                   | FTC                     |            |
| Vincze Gábor          | 14 (0)      | 2004/2005                     | DVSC                  | Livingston FC           |            |
| Varga Gábor           | 17 (0)      | 2003/2004-2006/2007           | saját nevelés         | Gyirmót SE              |            |
| Vlajics Djordje       | 13 (0)      | 2003/2004                     | Hajduk Beograd        | Kolozsvár               |            |
| Varga Zoltán          | 65 (4)      | 2003/2004-2005/2006           | FTC                   | Kaposvár                |            |
| Vukosavljevic Nebojsa | 2 (0)       | 2002/2003                     | Geyland United        | Springvale White Eagles |            |
| Vámosi Csaba          | 28 (2)      | 1999/2000-2000/2001           | FTC                   | DVTK                    |            |
| Vasas Zoltán          | 73 (4)      | 1999/2000-2001/2002 2005/2006 | Szeged LK Nyíregyháza | Videoton ?              |            |
| Vayer Gábor           | 136 (37)    | 1997/1998-2001/2002           | Paksi FC              | CD Santa Clara          |            |
| Varga Endre           | 1 (0)       | 1996/1997                     | ?                     | Stadler FC              |            |
| Véber György          | 5 (0)       | 1996/1997-1999/2000           | Hapoel                | Újpest                  |            |
| Varga Constantin      | 4 (1)       | 1993/1994                     | ?                     | ?                       |            |
| Véber Róbert          | 1 (0)       | 1993/1994                     | ?                     | ?                       |            |
| Végh Zoltán           | 114 (0)     | 1991/1992-1994/1995           | Veszprém              | Hapoel Haifa            |            |
| Vaidean Nistor        | 24 (1)      | 1990/1991-1991/1992           | FC Dinamo Bucureşti   | ?                       |            |
| Virág Attila          | 131 (4)     | 1989/1990-1993/1994 1995/1996 | saját nevelés PMFC    | PMFC Sopron LC          |            |
| Vermes Péter          | 9 (0)       | 1988/1989                     | ?                     | Volendam                |            |
| Varsányi Péter        | 4 (0)       | 1987/1988-1989/1990           | ?                     | ?                       |            |
| Vági János            | 54 (4)      | 1982/1983-1984/1985           | ?                     | ?                       |            |
| Varga József          | 10 (0)      | 1982/1983                     | ?                     | ?                       |            |

## W
| Név            | Meccs (gól) | Évad                | Előző klub    | Következő klub | Megjegyzés |
| -------------- | ----------- | ------------------- | ------------- | -------------- | ---------- |
| Weitner Ádám   | 12 (0)      | 2001/2002-2002/2003 | saját nevelés | Vasas          |            |
| Weimper István | 15 (3)      | 1984/1985-1985/1986 | ?             | ?              |            |
| Wunder András  | 2 (0)       | 1982/1983           | ?             | ?              |            |

## Z
| Név            | Meccs (gól) | Évad                | Előző klub     | Következő klub | Megjegyzés |
| -------------- | ----------- | ------------------- | -------------- | -------------- | ---------- |
| Zámbó Bence    | 11 (0)      | 2008/2009-          | saját nevelés  |                |            |
| Zsók József    | 51 (0)      | 2003/2004-2006/2007 | Dunaújváros FC | Pápa           |            |
| Zahorán Zoltán | 21 (1)      | 1996/1997-1998/1999 | Békéscsaba     | MOTIM TE       |            |

## Idegenlégiósok
A klub összes eddigi idegenlégiósa:
| - Vermes Péter (válogatott) - Sullivan Christopher (válogatott) - Bíró Imre - Vaidean Nistor - Szántó Csaba - Bíró Béla - Chiratcu Petre - Pena Gheorghe - Miriuta Vasile (válogatott) - Belanszky Attila - Sípos Lajos - Rumán Tibor - Lucian Popescu - Véber Róbert - Constantin Varga - Agics Sabahudin - Catalin Azoitei - Szergej Csaban - Moke Adede Moto - Sulejman Demollari (válogatott) - Gheorghe Dumitrescu - Stelian Oprea Danut - Cseke István - Daniel Iftodi - Ilie Lazar - Claudiu Salagean - Dumitru Balea - Molnár Levente |  | - Gőgh Árpád - Bodor István - Radovan Markovics - Bajusz Endre - Igor Nicsenko - Szrdjan Golovics - Vojimir Szindjics - Adrian Dulcea - Andre de Carvalho - Robert Semenik (válogatott) - Marek Krejci (válogatott) - Székely Mihály - Darko Peric - Goran Jovanovics - Marko Kartelo - Jurica Karabatic - Branko Hucikia - Sasa Milaimovic - Hrvoje Jancetic - Aleksandar Bajevski (válogatott) - Nebojsa Vukoszavljevics - Priskin Tamás (válogatott) - Jovo Aranitovics - Djordje Vlajics - Saša Stevanović (válogatott) - Ciprian Binder - Czanik Károly - Bojan Brnovic (válogatott) |  | - Zoran Supić - Igor Bogdanović (válogatott) - Rudolf Urban (válogatott) - Eugene Eyah Fomumbod - Arsene Copa (válogatott) - Mário Bicák (válogatott) - Djordjevic Vladimir - Aleksidze Rati (válogatott) - Kink Tarmo (válogatott) - Stanisic Lazar - Pilibaitis Linas(válogatott) - Odikadze David (válogatott) - Ahjupera Jarmo - Neziri Bojan - Berde István - Molnár Péter - Szabó Ottó - Dinjar Marko - Nicorec Onisor Mihai - Valentin Babić - Lasha Totadze - Nicolas Ceolin - Eldin Adilović - Giorgi Ganugrava - Sánta András - Vakhtang Pantskhava - Chemcedine El Araichi - Temuraz Sharashenidze |

NB I-ben pályára nem lépett idegenlégiósok:
| - Daniel Gjosevski - Danijel Krivic - Szlobodan Sztepanovics - Christian Banovits - Schulz Karol |  | - Katona Jenő - Csölle József - Traoré Ben Abdoulaye - Gvazava Mikheil |  | - Ato, Ellis Samuel - Lortkiphanidze, Daviti - Bakhtadze, Giorgi - Gjorgji Mojsov |